# Nadežda Rjaškina
Nadežda Valentinovna Rjaškina (rusko Надежда Валентиновна Ряшкина), ruska atletinja, * 22. januar 1967, Sokol, Sovjetska zveza.
Ni nastopila na poletnih olimpijskih igrah. Leta 1989 je na svetovnem dvoranskem prvenstvu osvojila četrto mesto v hitri hoji na 3000 m. 7. februarja 1999 je izenačila svetovni rekord v hitri hoji na 20 km Liu Hongju iz leta 1995 s časom 1:27:30, ki je veljal do leta 2001.